# Massacro di Račak
Il massacro di Račak o Reçak (in serbo Масакр у Рачку?, Masakr u Račku, in albanese Masakra e Reçakut), noto anche come operazione Račak (in serbo Акција Рачак?, Akcija Račak) è stato un omicidio di massa perpetrato il 15 gennaio 1999, nel villaggio di Reçak, dalle forze speciali serbe nell'ambito della guerra del Kosovo. Un numero compreso tra 40 e 45 civili di etnia albanese furono uccisi dalle forze jugoslave.
Appena rivelato, il governo serbo dichiarò che le vittime erano tutte partecipanti all'esercito di liberazione del Kosovo, e che tali uccisioni erano al fine della sicurezza nazionale. La comunità internazionale non accettò tali giustificazioni, denunciando invece un crimine diretto contro la popolazione civile.
Questo episodio è famoso perché è una delle principali accuse dei crimini che Slobodan Milošević si porterà dietro al Tribunale penale internazionale per l'ex-Jugoslavia. Da molti è stato anche interpretato come il movente che portò l'intervento della NATO per fermare il genocidio in corso. Ad oggi è considerato uno dei massacri più efferati di quelli perpetrati dalla polizia serba e dai paramilitari jugoslavi contro la popolazione albanese durante la guerra del Kosovo.